# (586) Thekla
(586) Thekla est un astéroïde de la ceinture principale découvert par Max Wolf le 21 février 1906.